# 허블레아니호 침몰 사고
허블레아니호 침몰 사고는 2019년 5월 29일 헝가리 부다페스트에서 다뉴브강 유람선인 허블레아니호(헝가리어: Hableány, '허블레아뉴'는 인어라는 뜻)가 더 큰 다른 유람선 MV 바이킹시긴호(MV Viking Sigyn)와 충돌 후 침몰한 사고이다. 승선객은 참좋은여행 관광 상품으로 허블레아니호에 타 있던 한국인 관광객 33명과 헝가리인 선장과 승무원 2명이다.

## 사고 선박

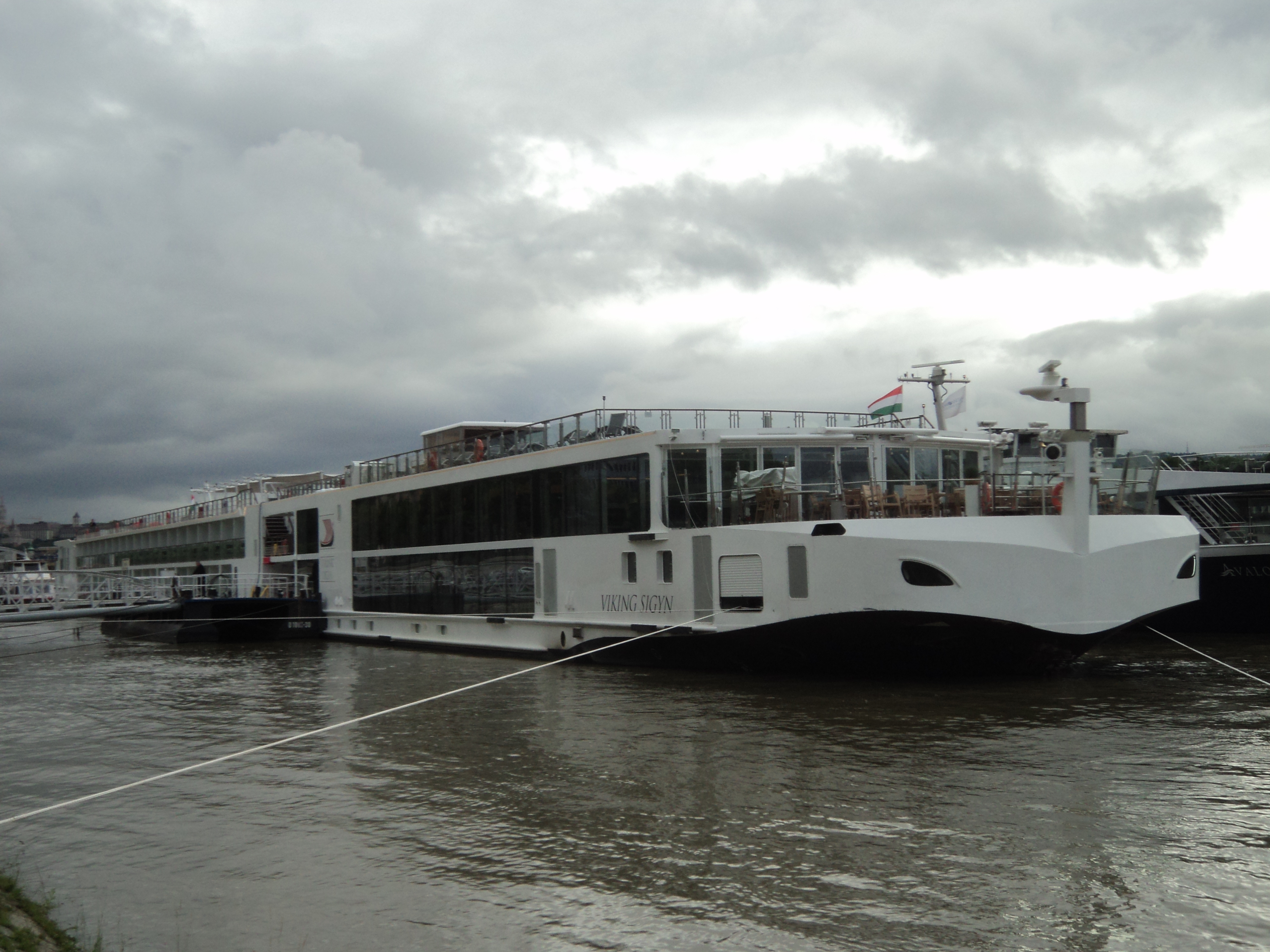
사고 다음날 촬영된 MV 바이킹시긴호

허블레아니호(Hableány)는 2개의 오픈 데크가 있는 길이 27 m의 유람선으로, 관광을 위해 45명의 승객을 태울 수 있으며, 구성에 따라 최대 60명까지도 수용 가능하다. 1949년 소련에서 건조되었으며, 1980년 헝가리 회사에 의해 엔진이 교체되었다. 2003년부터 다뉴브강 유람선으로 사용되었다.
MV 바이킹시긴호(MV Viking Sigyn)는 바이킹 크루즈사가 운영하는 길이 135 m의 호텔형 유람선이다. 95개의 객실을 갖춘 4개의 데크가 있으며, 180명의 승객을 태울 수 있다. 2019년 3월 진수되어 다뉴브강에 배치되었다.

## 사건 개요
2019년 5월 29일 21시 05분(CEST), 30일 04시 05분(KST), 헝가리 부다페스트 다뉴브강 부더 지구를 운항하던 허블레아니호가 부다 지구, 헝가리 국회의사당 근처 머르기트 다리 아래에서 바이킹시긴호에 좌측 후미를 들이받혀 전복되었다.

## 사고 대응

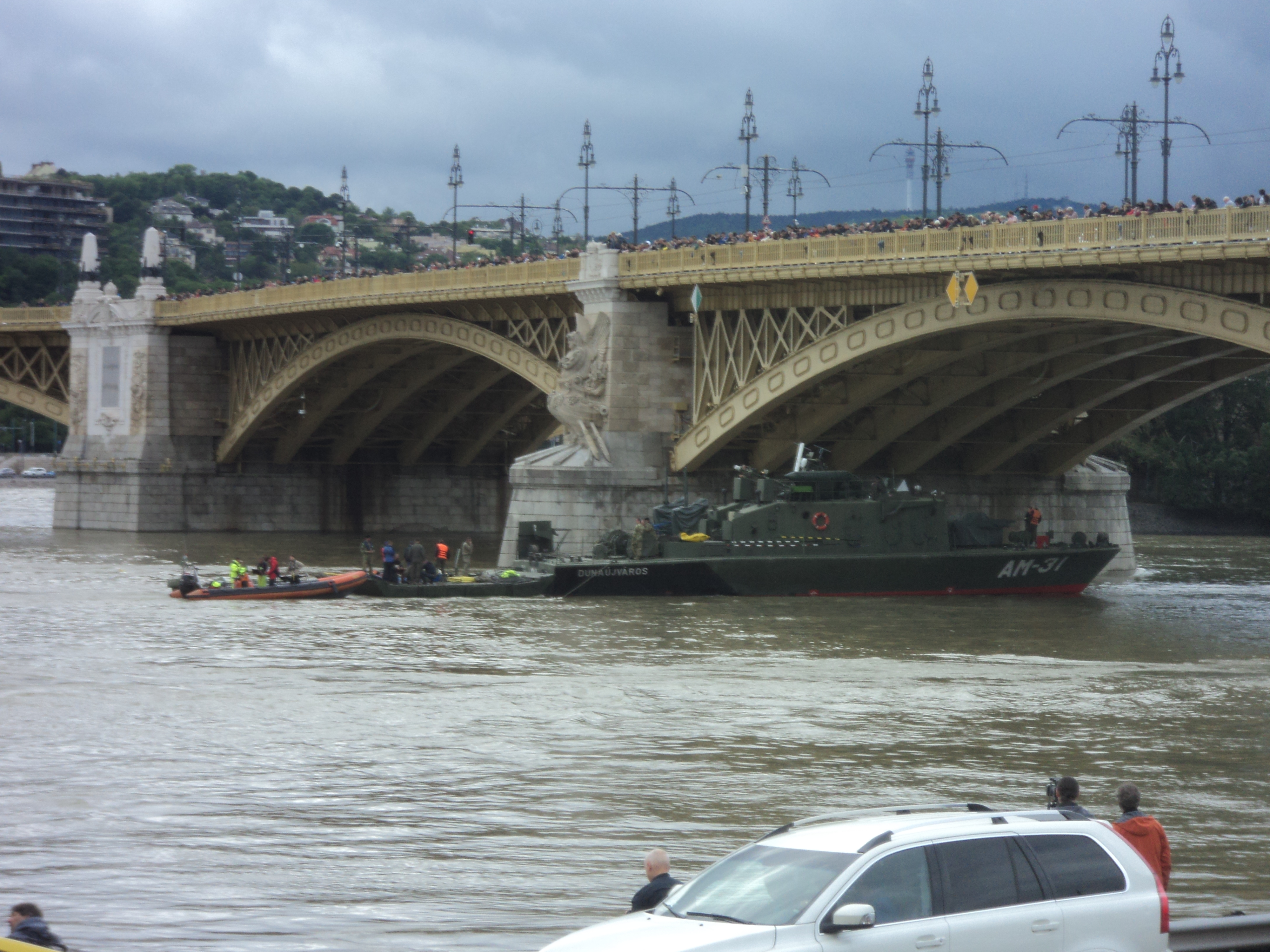
머르기트 다리 아래에서 진행되는 구조 작업

### 대한민국 정부
- 2019년 5월 30일 08시: 문재인 대통령이 정의용 국가안보실장으로부터 사고 관련 보고를 받고, 헝가리 정부와 협력해 가용 자원을 총동원한 구조 활동을 긴급 지시
- 2019년 5월 30일 08시 30분: 문재인 대통령의 긴급 지시사항을 고민정 대변인을 통해 기자들에게 발표
- 2019년 5월 30일 11시: 45분: 문재인 대통령, 청와대 여민관에서 사고와 관련한 긴급대책회의 개최. 정의용 국가안보실장, 강경화 외교부 장관, 정경두 국방부 장관, 서훈 국정원장, 조현배 해양경찰청장 등이 참석했다. 문 대통령은 외교부에서 소방청 구조대 2개팀 12명을 포함한 18명 규모의 1차 신속대응팀 급파하도록 했다. 또 세월호 구조 경험자들로 구성된 해군 해난구조대 1개팀(7명)과 해경 구조팀(6명), 국가위기관리센터 2명 등의 후속대 파견을 지시했다.
- 2019년 5월 30일 13시: 이상진 외교부 신속대응팀장(재외동포영사실장) 등 외교부 직원 6명, 소방청 인원 12명 등 모두 18명으로 구성된 신속대응팀이 인천국제공항에서 모스크바행 비행기로 출국했다. 헝가리 부다페스트에 19시 40분(CET), 31일 02시 40분(KST) 도착할 예정이다. 사고발생 22시간 25분 만에 신속대응팀이 현장에 도착할 것이다.